# Jesjjo raz pro ljubov
Jesjjo raz pro ljubov (russisk: Ещё раз про любовь) er en sovjetisk spillefilm fra 1968 af Georgij Natanson.

## Medvirkende
- Tatjana Doronina som Natasja Aleksandrova
- Aleksandr Lazarev som Elektron Jevdokimov
- Oleg Jefremov som Lev Kartsev
- Jelena Koroljova som Ira
- Aleksandr Sjirvindt som Feliks Toptygin